# Dramatisierung
Der Ausdruck Dramatisierung steht für die Bearbeitung eines literarischen Textes für das Theater oder den Spielfilm. Zu diesem Zweck wird der betreffende Text als Dialogfassung an die Gesetzmäßigkeiten der dramatischen Gattung angepasst, d. h. szenisch umgesetzt. Ferner wird der Begriff häufig umgangssprachlich auf eine betont emotionale Kommunikationsstrategie angewandt.

## Theater und Film
Der ursprünglich aus der Literaturwissenschaft stammende Begriff steht für die Bearbeitung eines epischen Stoffes für Theater oder Film, in der die literarische Vorgabe auf die Darstellungsmöglichkeiten des Theaters oder des Films angepasst werden muss. Als notwendig erweist sich 
dabei meist eine Raffung und Essentialisierung der Handlung sowie eine Konzentration auf eine zentrale, den Text am Ende regierende Handlungs- oder Konfliktlinie. Zudem müssen dramatische Rollen gefunden werden, um das narrative Nacheinander der Geschehnisse und die Kausalität, die sie miteinander verbindet, zu präzisieren. Dabei tritt die persönliche Verarbeitung des Zustoßenden, des Zugefügten und des eigenen Tuns meist in den Hintergrund. Stilmittel wie die Nutzung einer Erzählerstimme (Voiceover) dienen dabei eher dazu, den Erzähler im Spiel zu behalten als die Reste der ursprünglichen Erzählung zu erhalten.

## Kommunikation
Ferner bezeichnet der Begriff Dramatisierung eine alltägliche Kommunikationsstrategie, die durch Überbetonung und Emotionalisierung gekennzeichnet ist. Durch ein Einbetten marginaler Themen oder Vorfälle in größeren und grundlegenden Konfliktlinien sowie durch Personalisierung und Benennung von Gegnern und durch Moralisierung und Ähnliches. Ein Vorhalt gegenüber einer Person diesbezüglich ist häufig ein Vorwurf, indem man „die Unproduktivität des Verfahrens“ beklagt oder um Mäßigung bittet und ist oft verbunden mit der Kritik am Kommunikationspartner, „sei es dass er die Unverhältnismäßigkeit der Darstellung erst produziere, sei es, dass man ihm vorwirft, er dramatisiere, um sich selbst Geltung zu verschaffen.“